# Forquilha
Forquilha est une municipalité brésilienne de l’État du Ceará.

## Démographie
En 2022, elle comptait 24 173 habitants. La densité y est de 46,8 hab./km².

## Géographie
Sa superficie est de 516,99 km².

## Source
- (pt) Cet article est partiellement ou en totalité issu de l’article de Wikipédia en portugais intitulé « Forquilha » (voir la liste des auteurs).